# Alfredo Balloni
Alfredo Balloni (ur. 20 września 1989 w Rzymie) – włoski kolarz szosowy, zawodnik grupy UCI Professional Continental Farnese Vini-Selle Italia.
W wieku 22 lat zadebiutował w Giro d’Italia, przez 4 etapy nosząc koszulkę najlepszego górala wyścigu.

## Najważniejsze zwycięstwa i sukcesy
- 2006
  -  Mistrzostwo Włoch w wyścigu ze startu wspólnego juniorów
- 2007
  -  Mistrzostwo Włoch w jeździe indywidualnej na czas juniorów
- 2009
  - 2. miejsce w GP Citta di Felino
  - 2. miejsce w Ruota d’Oro
- 2012
  - 4. miejsce na 5. etapie Presidential Cycling Tour of Turkey
  - lider klasyfikacji górskiej Giro d’Italia (etapy 2-5)